# Neusser Augustinerinnen
Die Neusser Augustinerinnen, eigentlich Barmherzige Schwestern nach der Regel des heiligen Augustinus, sind eine katholische Kongregation, die vor allem in der Krankenpflege tätig ist. Die Kurzform der Bezeichnung leitet sich von ihrem Mutterhaus ab, das in der rheinischen Stadt Neuss gelegen ist. Die Gründerin der Neusser Gemeinschaft war Schwester Johanna Etienne.

## Geschichte

### 19. Jahrhundert
Am 27. Januar 1844 ließen sich zwei Cellitinnen aus Düsseldorf in der Neusser Brückstraße nieder, um das hiesige Hospital zu übernehmen. Eine der Cellitinnen war Schwester Johanna Etienne. Die Neugründung erfolgte auf Wunsch der Neusser Bürger.  Am 7. August 1844 trat sie aus dem Düsseldorfer Kloster aus, erhielt am 18. Dezember des Jahres die Genehmigung der königlichen Regierung und am 25. Januar die des Kölner Erzbischofs, Johannes von Geissel. Nach der endgültigen Anerkennung der städtischen Bedingungen im Jahre 1846 löste Sr. Johanna die Bindung an das Düsseldorfer Kloster, ihre bisherige Mitschwester Franziska kehrte dorthin zurück. 
Da sie erst 1848 die ersten drei Postulantinnen aufnehmen durfte, blieb ihr nur die Möglichkeit zur Aufnahme von Aspirantinnen. Doch dann wuchs die Gemeinschaft; 1849 waren sie bereits neun Schwestern. Nachdem der Stadtrat die Statuten der jungen Gemeinschaft am 24. Mai 1851 gutgeheißen hatte, wurden sie noch am 21. Juni desselben Jahres durch den Erzbischof approbiert und am 21. Juni 1852 durch Kabinettsorder bestätigt. Eine neue Kongregation bischöflichen Rechtes, in der an Mariä Lichtmess 1853 die ersten Schwestern Profess ablegten, war gegründet. 
Die Schwestern erwarben ein eigenes Haus und kaufte für 8.000 Taler am 24. April 1858 das so genannte „Gütchen“, wo sie das Josefskloster errichteten, das bis 1923 Mutterhaus der Genossenschaft war. Nachdem die Oberin Sr. Maria Benrath des Viersener Filialklosters der Düsseldorfer Cellitinnen bereits 1857 Kontakt mit Mutter Johanna Etienne aufgenommen hatte, schlossen sich diese 1860 unter erzbischöflicher Genehmigung mit der Neusser Kongregatio zusammen und errichteten so das erste Tochterhaus. Diesem folgten, nachdem die Generaloberin bereits 1861 ins Josefskloster übergesiedelt war, ab 1863 zahlreiche andere Neugründungen, die meisten in der Neusser Umgebung, einige aber auch in Belgien und den Niederlanden.  1866 zählte die junge Kongregation 32 Schwestern und wuchs weiter. Allein am 10. September 1868 kleidete der Erzbischof von Köln, Kardinal Johannes von Geissel, acht Postulantinnen ein und nahm die Profess von 14 Novizinnen entgegen. 
Nachdem 1875 infolge des Kulturkampfes eine strenge staatliche Überwachung der Gemeinschaft durchgeführt und die Versetzung von Schwestern untersagt wurde, war es wohl ein Akt des Protestes der Stadtverwaltung gegen die Regierung in Berlin, dass sie anlässlich des goldenen Professjubiläums von Mutter Johanna Etienne die Bürger zu einer besonderen Spende für die Armen und Notleidenden aufrief. Mutter Johanna sollte ihren Ehrentag nicht lange überleben und verstarb am 28. März 1881. Geleitet von den geistlichen und weltlichen Behörden wurde sie auf dem städtischen Friedhof beigesetzt.

### 20. Jahrhundert

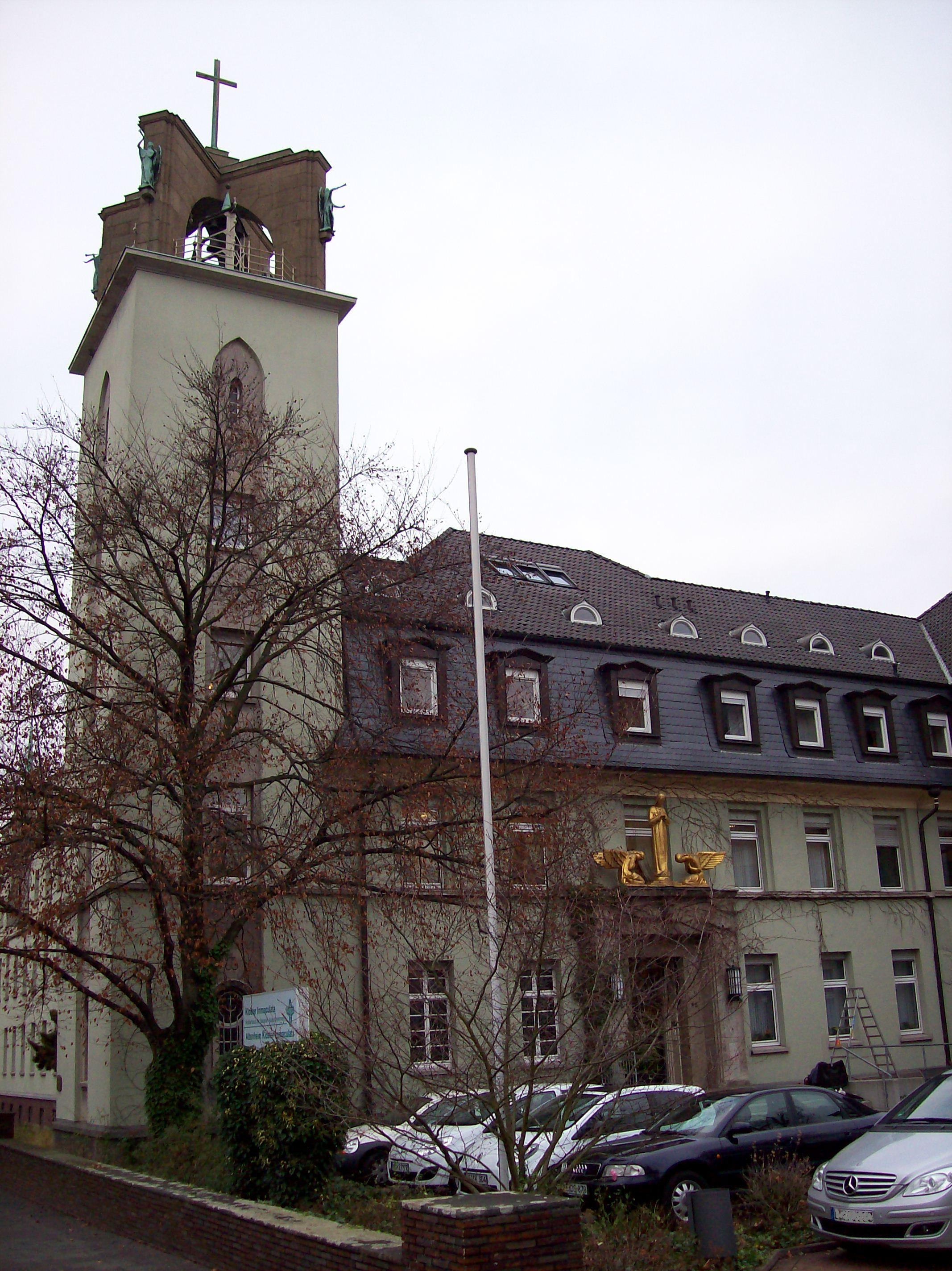
Kloster Immaculata

In den folgenden Jahren wuchs die Schwesternschaft bis 1901 auf 259 Schwestern in der Diözese Köln an. Legten die Schwestern bis zu diesem Zeitpunkt ihre zeitlichen Gelübde auf drei Jahre ab, so erlaubte der Erzbischof von Köln, Antonius Kardinal Fischer, 1905 das Ablegen der zeitlichen Profeß auf Wunsch auf fünfmal für je ein Jahr. Nachdem die Schwestern bereits 1911 das Gründungshospital auf der Brückstraße gegen den Krankenhausneubau auf der Preußenstraße eintauschten, wurde 1923 in der ehemaligen Villa Leuchtenberg das Kloster Immaculata eingerichtet, das am 15. Juli 1927 das Mutterhaus der Kongregation wurde. 
1928 der Augustinergemeinschaft aggregiert, siedelte 1929 das Noviziat in das neue Mutterhaus über. Einkleidungen und Gelübdeablegungen fanden vorerst weiterhin in der Kapelle des Josefskloster statt, da die noch provisorische Kapelle des Mutterhauses für solche Anlässe kaum geeignet war. 1933 zählte die Genossenschaft 530 Schwestern und 75 Novizinnen in 57 Niederlassungen, von denen nur 17 Eigentum der Kongregation waren. Bis 1935 wurde die Kapelle des Mutterhauses fertiggestellt, die am 11. Mai von Weihbischof Wilhelm Stockums geweiht wurde. Die Einkleidungen und Gelübdefeiern wurden von nun an im Mutterhaus gefeiert. Nachdem die Stadtverwaltung den Schwestern in den städtischen Häusern das Gestellungsgeld auf 20 Reichsmark im Monat reduziert und auch die Freikarten für die Straßenbahn gestrichen hatte, kündigte sie ihnen am 31. März 1938 im städtischen Krankenhaus, das sie bis zum folgenden Tag, dem 1. April, verlassen mussten. Zwei Jahre später wurde den Schwestern mitgeteilt, dass 30 % aller Mitglieder der Genossenschaft der Wehrmacht zur Verfügung gestellt werden mussten. 
Erste Bombenangriffe am 13. Mai 1940 brachten viele Patienten ins Hospital. Das Mutterhaus war bereits Anfang des Jahres mit Patienten belegt worden, und im Neusser Alexianerkloster hatten die Schwestern seit 1942 eine Infektionsabteilung mit 127 Betten und eine Abteilung für innere Medizin mit 60 Betten zu betreuen. Da es aber keine Neueintritte mehr gab, sank die Zahl der Schwestern auf 720, sodass es zu personellen Engpässen kam. Nachdem die nationalsozialistische Regierung 1941 im Rahmen der Devisenprozesse einer Überprüfung der Kassenbücher der Kongregation veranlasste, erhob sie 1944 eine steuerliche Rückforderung, welche die Gemeinschaft an den Rand des Ruins brachte.

### Gegenwart
Nach dem Krieg begannen die umfangreichen Aufbauten, doch sollte die Genossenschaft, wie alle anderen auch, nie wieder zu ihrem alten Glanz zurückkehren und die Zahl der Schwestern bis 1966 auf 556 allein in Deutschland fallen, so dass man wegen des anhaltenden Nachwuchsmangels auch zahlreiche Konvente aufheben musste. Dennoch gründeten die Neusser Augustinerinnen in den 1960er Jahren eine Mission in Burundi, die jedoch wieder aufgegeben wurde. 2001 zählte die Genossenschaft, deren Patrone die hll. Augustinus, Josef und Elisabeth sind, 112 Schwestern in neun Niederlassungen. Im Jahre 2004 gründeten die Neusser Augustinerinnen die Stiftung Cor Unum – Bewahrung des Erbes.